# Gerpir
Gerpir är udde och ett berg i republiken Island.  Gerpir ligger i regionen Austurland, i den östra delen av landet. Gerpir når en höjd av 661 m ö.h och utgör Islands östligaste punkt. Den ligger mellan de obebodda vikarna Sandvík och Vöðlavík. Den senare kan nås via Helgustaðavegur T954 och Vöðlavíkurvegur L958 från Eskifjörður (23 km). Området (Gerpissvæðið) tillhör kommunen Fjarðabyggð i distriktet Suður-Múlasýsla. Gerpir är brant och oländig. Berggrunden är den äldsta på Island, cirka 12 miljoner år gammal.  Den 11 september 2021 blev området runt Gerpir naturskyddskyddat.